# Wolf Lotter

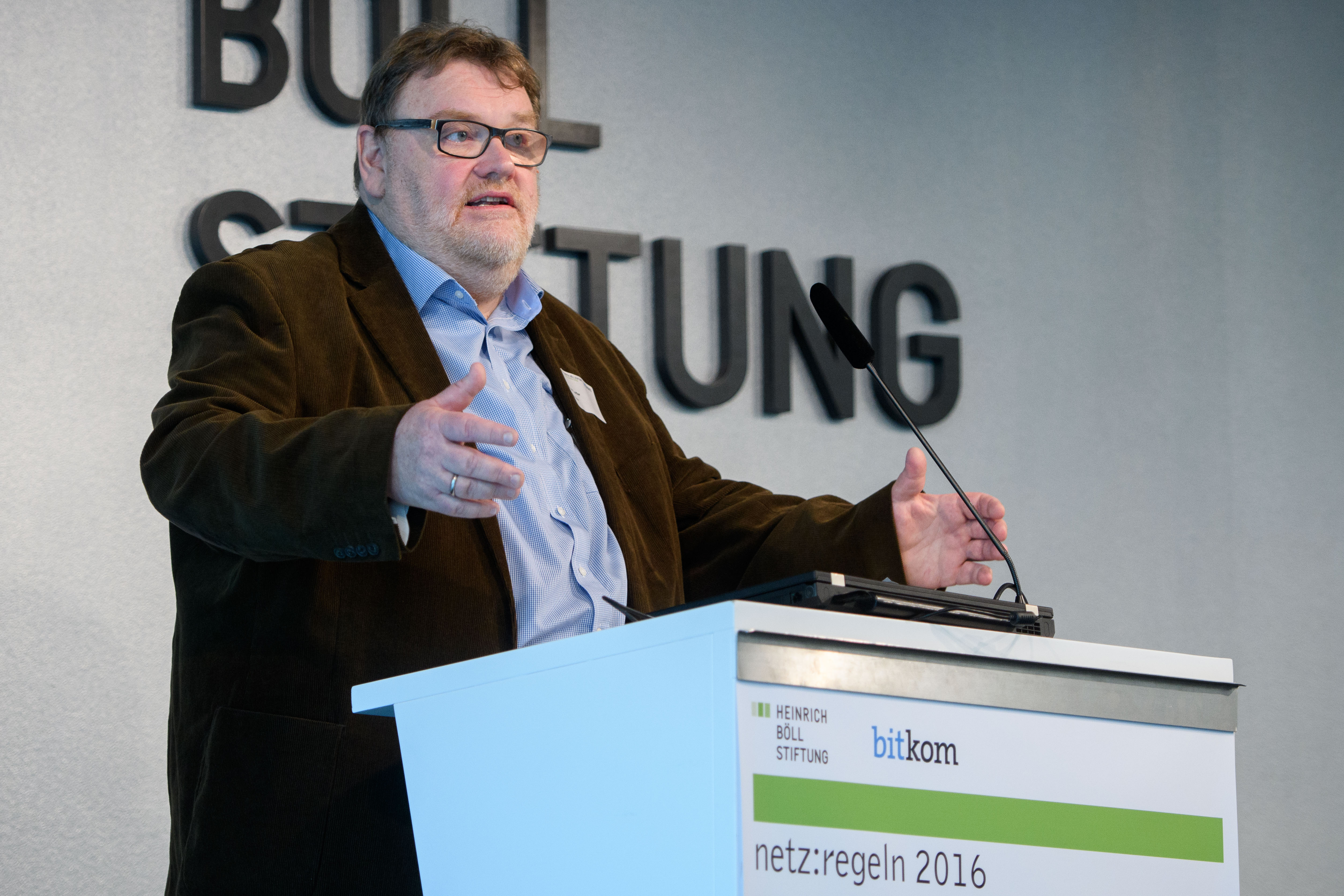
Wolf Lotter, 2016

Wolf Lotter (* 4. August 1962 in Mürzzuschlag, Österreich) ist ein deutsch-österreichischer Journalist und Autor.

## Leben
Nach einer kaufmännischen Lehre zum Buchhändler in Wien studierte Lotter auf dem zweiten Bildungsweg Kulturelles Management von 1983 bis 1986 an der Universität für Musik und darstellende Kunst Wien, danach von 1986 bis 1990 Geschichte und Kommunikationswissenschaft an der Universität Wien.
Bereits seit 1979 veröffentlichte er regelmäßig, zunächst Prosa in Literaturzeitschriften (u. a. im Wespennest) mit dem Schwerpunkt Literatur der Arbeitswelt. Er erhielt 1980 bis 1982 Arbeitsstipendien des österreichischen Unterrichtsministeriums für Literatur.
Seit 1984 entstanden zunehmend Beiträge, die von den neuen Arbeitsbedingungen und Technologien, vor allem dem Personal Computer und den sich abzeichnenden, darauf basierenden Kommunikationstechnologien, handelten. Von 1986 bis 1989 schrieb er für die Wiener Stadtzeitschrift Falter Kolumnen zu diesem Themenkreis. Seit 1988 war er regelmäßiger Mitarbeiter des Wirtschaftsmagazins Trend-Profil-Extra, 1989 wurde er Mitglied der Redaktion des Wirtschaftsmagazins Cash Flow in Wien.
1992 gehörte Lotter der Gründungsredaktion der Illustrierten News in Wien an, wechselte aber bereits ein Jahr später zum reputierten Nachrichtenmagazin profil, wo er in wechselnden Funktionen bis 1998 als Reporter, Redakteur, Berater und Autor tätig war.
1998 wurde er Mitglied der Redaktion des Hamburger Wirtschaftsmagazin Econy. Im Herbst 1999 gehörte er zu den Mitbegründern des Wirtschaftsmagazins brand eins. Für diese Zeitschrift schrieb er bis Juni 2022 monatlich ausführliche Essays zu den jeweiligen Schwerpunktthemen des Hefts, in denen wirtschaftliche Prozesse in einen gesellschaftlichen und politischen Gesamtzusammenhang eingeordnet werden. Seine Arbeiten thematisieren die Transformation der alten Industriegesellschaft hin zur neuen Wissensgesellschaft.
Er veröffentlicht in weiteren Zeitungen und Zeitschriften sowie in Rundfunk und Fernsehen, u. a. taz, spiegel.de, Wirtschaftswoche, Frankfurter Allgemeinen Zeitung, Die Welt, beim WDR, Bayerischen Rundfunk, Südwestfunk und dem österreichischen Der Standard.
Im Hörspiel Stripped von Stefan Weigl spielte der Autor sich selbst und präsentierte dabei seine Theorie von einer in wirtschaftlichen Fragen unmündigen Gesellschaft, die sich verbissen gegen Selbständigkeit und Selbstbestimmtheit wehrt. Stripped erhielt 2005 die höchste deutschsprachige Auszeichnung für Hörspiele, den Hörspielpreis der Kriegsblinden.
2007 war Lotter an einem über die Presse ausgetragenen Konflikt über Klimapolitik mit dem Klimatologen Stefan Rahmstorf beteiligt, wobei Lotter Teil einer Gruppe war, die von Rahmstorf und der kommentierenden Presse den Klimaskeptikern zugeordnet wurden. Diese Einordnung wurde und wird auch zu anderen Anlässen und von anderen Medien verwendet, so in der Zeitschrift Cicero 2011, wobei Lotter selbst aber Wert darauf legt, ein Kritiker des Klimaforschers Stefan Rahmstorf zu sein, nicht aber der Klimaforschung.
Im Film Die stille Revolution von Kristian Gründling (nach einer Vision von Bodo Janssen) vertritt Lotter die These, dass der Anbruch der Wissensgesellschaft vergleichbar sei mit der Industriellen Revolution, auch und gerade, was die Intensität der damit verbundenen gesellschaftlichen Umwälzungen betrifft. Die stille Revolution erhielt Gold bei den Deauville Green Awards und war Gewinner der Cannes Corporate Media & TV Award 2017.
2022 wurde Lotter parteilos für die NEOS in den Publikumsrat des ORF berufen.
Wolf Lotter ist Mitgründer des PEN Berlin. Darüber hinaus ist er Mitinitiator der Non-Profit-Initiative Ministerium für Neugier & Zukunftslust.
Er lebt und arbeitet gemeinsam mit seiner Frau in Köngen/Baden-Württemberg.

## Publikationen
- Echt. Der Wert der Einzigartigkeit in einer Welt der Kopien. Econ, Berlin, 2024, ISBN 978-3-430-21109-3
- Die Gestörten. Warum sie unseren Wohlstand sichern. brand eins books, Hamburg 2023, ISBN 978-3-98928-010-6
- Unterschiede. Wie aus Vielfalt Gerechtigkeit wird. Edition Körber, 2022, ISBN 978-3-89684-293-0
- Strengt euch an!: Warum sich Leistung wieder lohnen muss. Ecowin, 2021, ISBN 978-3711002839
- Zusammenhänge. Wie wir lernen, die Welt wieder zu verstehen. Edition Körber, 2020, ISBN 978-3-89684-281-7, 3. Auflage 2021
- als Autor und Herausgeber mit Ralf Herms: +rosebud no.8 – Die Überraschung. Verlag für moderne Kunst, Wien, 2019, ISBN 978-3-903320-42-0
- Innovation. Streitschrift für barrierefreies Denken. Edition Körber, 2018, ISBN 978-3-89684-262-6, 3. Auflage 2020
- Zivilkapitalismus. Wir können auch anders. Pantheon, 2013, ISBN 978-3-570-55231-5
- Die kreative Revolution: Was kommt nach dem Industriekapitalismus? Murmann, 2009, ISBN 978-3-86774-062-3
- Verschwendung. Wirtschaft braucht Überfluss – die guten Seiten des Verschwendens. Hanser, 2006, ISBN 3-446-40035-4
- mit Dagmar Deckstein, Michael Gleich und Peter Felixberger: Wir kündigen! Und definieren das Land neu. Hanser, 2005, ISBN 3-446-40048-6
- Der Flug des Phoenix. In: Patient Deutschland. Deutsche Verlagsanstalt DVA, 2002, ISBN 3-421-05667-6
- als Herausgeber: Kursbuch Neue Wirtschaft. Deutsche Verlagsanstalt, DVA, 2000, ISBN 3-421-05435-5
- mit Klemens Polatschek: Das Computerdschungelbuch. Falter Verlag, Wien, 1990